# Dolina Risnik

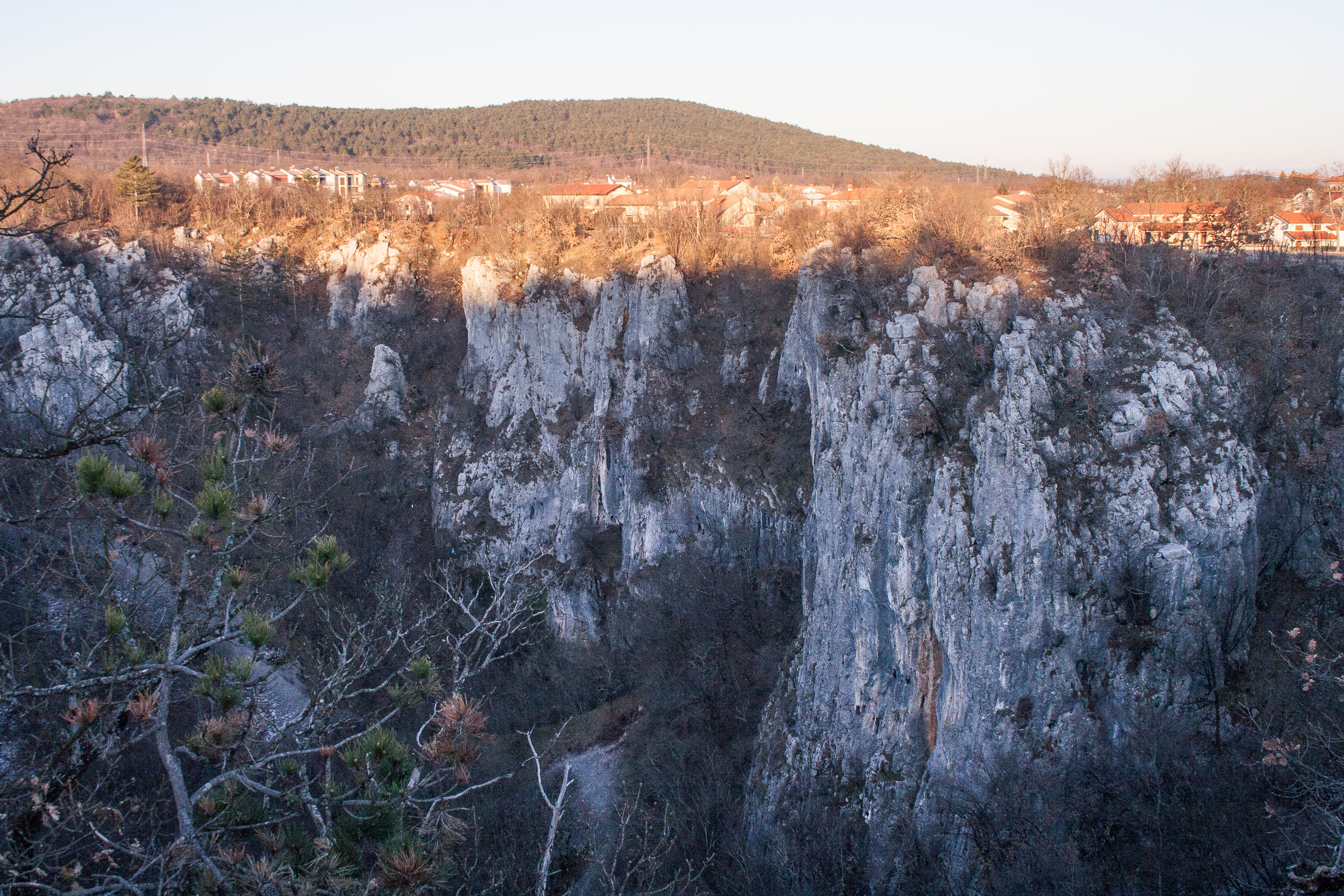
Dolina Risnik

La dolina Risnik è una imponente dolina carsica di crollo nei pressi del centro abitato di Divaccia (Slovenia). Misura tra i 400 m e i 500 m di larghezza per una profondità di circa 70 m.

## Formazione
La genesi di questo tipo di dolina è dovuta ad un collasso della massa rocciosa sottostante dovuto, probabilmente, al crollo della volta di una caverna sotterranea o di una galleria percorsa da un fiume sotterraneo.
Nella fattispecie, si ipotizza che sia il Timavo a fluire sotto la Dolina Risnik. A supportare questa tesi v'è la presenza, nelle vicinanze, delle famose Grotte di San Canziano/Škocjan (Škocjanske Jame), nelle quali il Timavo si inabissa, per poi ricomparire sul fondo del vicino Abisso dei Serpenti (Kacna Jama) e proseguire il suo corso sotto l'altopiano carsico triestino per sgorgare infine nei pressi di Duino sotto forma di risorgiva.